# Smíchovské nádraží (stanice metra)
Smíchovské nádraží (zkratka SN, lidově Smícháč) je stanice metra v Praze na lince B. Nachází se pod stejnojmenným nádražím v Praze 5 na adrese Nádražní 279/1. Byla otevřena 2. listopadu 1985 a do roku 1988, kdy byl otevřen z jižní strany navazující úsek III. B, byla dočasně konečnou stanicí linky B.

## Charakteristika stanice

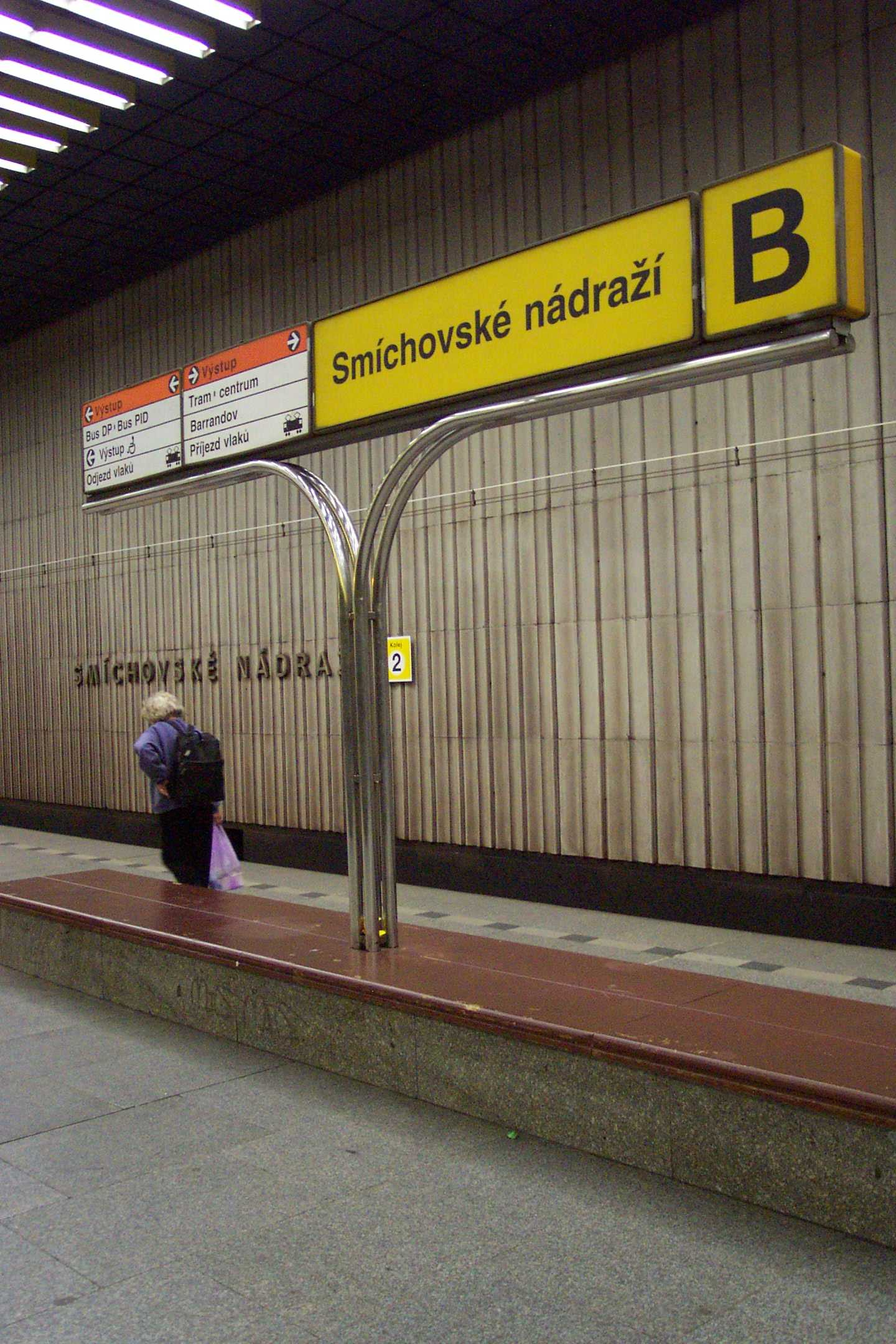
Označení stanice

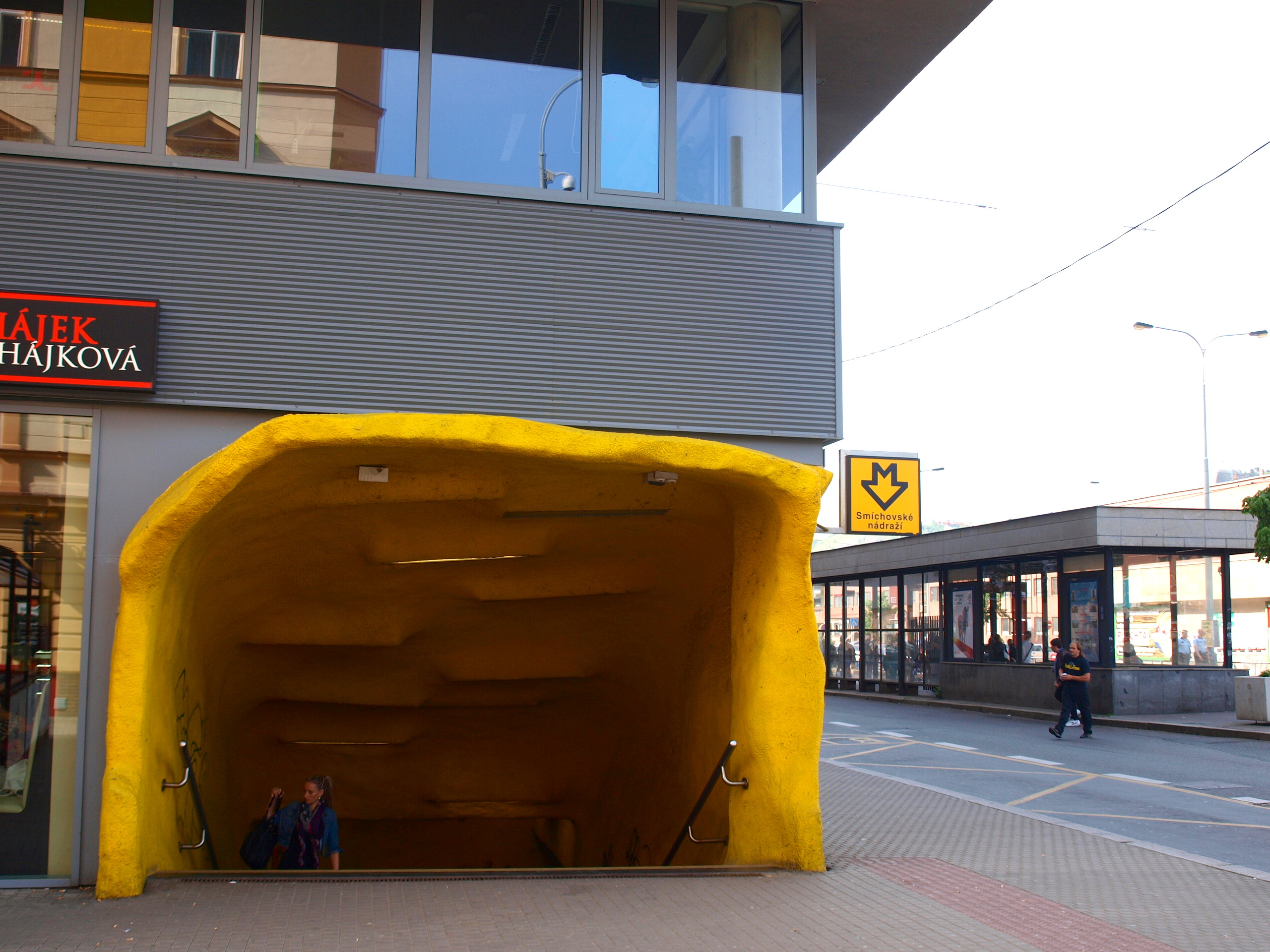
Jeden ze vstupů do stanice metra Smíchovské nádraží

Stanice je hloubená, založená ve stavební jámě kotvenými podzemními a pilotovanými stěnami. Je dvoupodlažní, monolitické, železobetonové konstrukce. Založena je jen 10 m pod povrchem Nádražní ulice, a včetně odstavných kolejí je dlouhá 405 m.
Její nástupiště tvoří velký podzemní prostor, zčásti s ochozem; na ten vedou jak pevná schodiště přímo z nástupiště, tak i výstupy do ulice Nádražní (kde je možno přestoupit na tramvaj), k samotnému nádraží (eskalátory ústí přímo do odbavovací haly nádraží) a k terminálu autobusů.
Jako obklad byl použit strukturovaný beton a béžové keramické desky.
V době, kdy byla tato stanice koncová a soupravy na trasu B vyjížděly z depa na Kačerově, se na jedné obratové koleji prováděly pravidelné prohlídky souprav. Byla zde vybudována tzv. stanice provozního ošetření. Z těchto důvodů je za obratovými kolejemi rozsáhlé zázemí, které dnes využívají jiní pracovníci.

## Historie
Výstavba stanice v letech 1977–1985 si vyžádala uzavření celé Nádražní ulice; po dokončení výkopu byla třída opět obnovena. Náklady na výstavbu stanice samotné se vyšplhaly na 478 milionů Kčs. V roce 2002 došlo k poškození této stanice při povodni, velká voda však nevystoupila více než několik cm nad úroveň kolejí. Roku 2006 byla ve stanici zprovozněna u jednoho ze schodišť plošina, umožňující nástup také i osobám se sníženou pohyblivostí.

## Budoucnost a přejmenování stanice

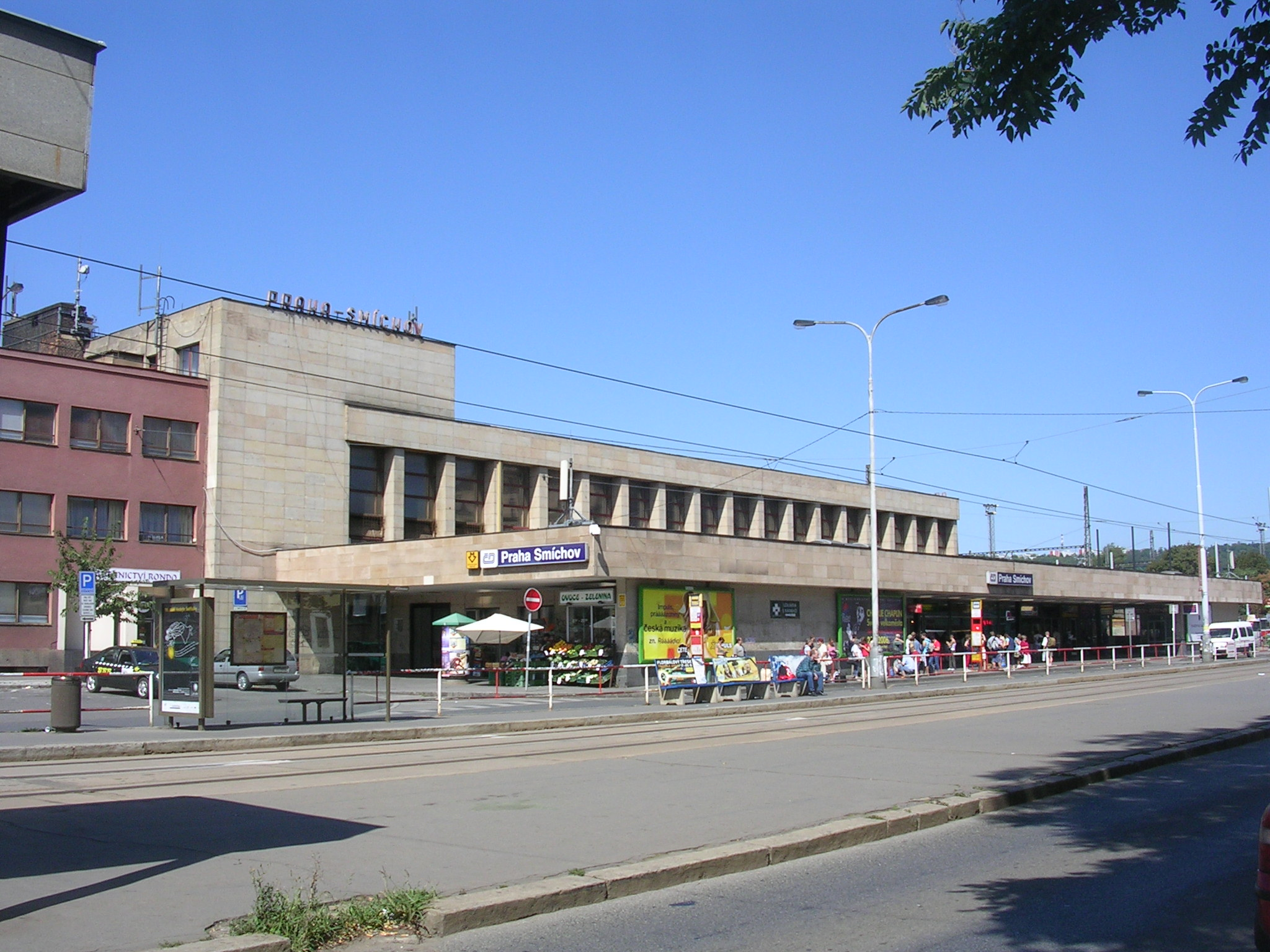
Vchod do nádraží Praha-Smíchov

V souvislosti s přestavbou železniční stanice Praha-Smíchov a výstavbou autobusového nádraží nad kolejištěm projde rekonstrukcí i stanice metra. Získá výtahy, které nahradí současnou kaskádu plošin pro hendikepované. Celý terminál ponese jméno Nádraží Smíchov, stanice metra se proto přejmenuje.